# Amauta cacica
Amauta cacica is een vlinder uit de familie Castniidae. De wetenschappelijke naam van de soort is, als Castnia cacica, in 1854 gepubliceerd door Gottlieb August Wilhelm Herrich-Schäffer.
De soort komt voor in het Neotropisch gebied.

## Ondersoorten
- Amauta cacica cacica (Colombia)
  - = Castnia cacica f. discomaculata R. Krüger, 1928
- Amauta cacica angusta (Druce, 1907) (Ecuador, Peru)
  - = Castnia angusta Druce, 1907
  - = Castnia angusta var. subangusta Strand, 1913
  - = Castnia jeanneei Rebel, 1915[1]
  - = Castnia oberthueri Houlbert, 1917
- Amauta cacica procera (Boisduval, 1875) (Panama, Mexico)
  - = Castnia procera Boisduval, 1875
  - = Graya panamensis Buchecker, 1880
  - = Castnia cacica ab. bivittifera Strand, 1913
  - = Castnia cacica ab. macula Strand, 1913